# الشركة السعودية للصادرات الصناعية
الشركة السعودية للصادرات الصناعية هي شركة مساهمة سعودية، تأسست في الثامن عشر من يوليو عام 1990، برأس مال يبلغ مئة وثمانية ملايين ريال سعودي، وأصبحت شركة عامة مدرجة في السوق المالية السعودية (تداول) منذ نوفمبر 1995، تنشط الشركة في تسويق المنتجات الصناعية الوطنية داخل وخارج المملكة العربية السعودية، ومساعدة المصانع والشركات الصناعية على تطوير منتجاتها لحساب الشركة أو لحساب الغير وإعادة التصدير والمقايضة، وكذلك الوكالات التجارية.